# Auguste Oleffe
Auguste Charles Louis Oleffe (Sint-Joost-ten-Node, 17 april 1867 - Oudergem, 13 november 1931) was een Belgisch kunstschilder.
Oleffe volgde lessen aan de tekenschool in Sint-Joost-ten-Node en was om in zijn levensonderhoud te voorzien enige tijd werkzaam als lithograaf en tekenaar bij een drukkerij. Hij trouwde op 24-jarige leeftijd en vestigde zich in 1895 in Nieuwpoort, waar hij zich geheel aan het schilderen wijdde. In 1906 trok hij naar Oudergem, waar zijn talent zich volledig zou ontplooien. Hij vervaardigde zeegezichten, alledaagse taferelen, vaak van jonge vrouwen in een tuin, en portretten van familieleden en vrienden, onder wie Rik Wouters (1910, Koninklijke Musea voor Schone Kunsten van België, Brussel).
Oleffe wordt wel gerekend tot de laatste Belgische impressionisten en was een vertegenwoordiger van het Brabants fauvisme. Hij was een bewonderaar van Manet, Monet en Renoir en liet zich in zijn werken inspireren door hun stijl en kleurgebruik, zoals in Mei (1908) en Lente (1911).

## Galerij

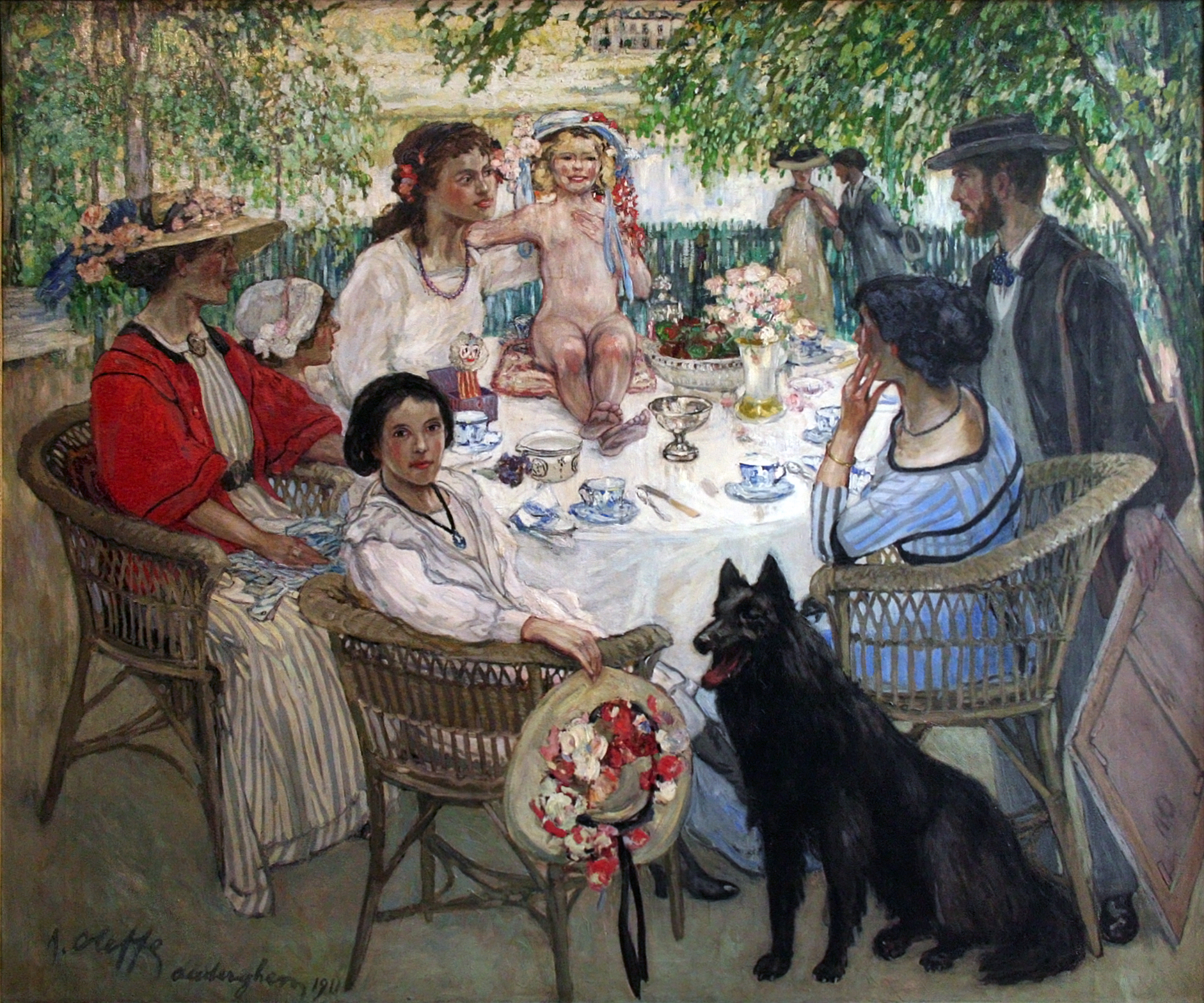
Lente, 1911, Koninklijk Museum voor Schone Kunsten (Antwerpen)
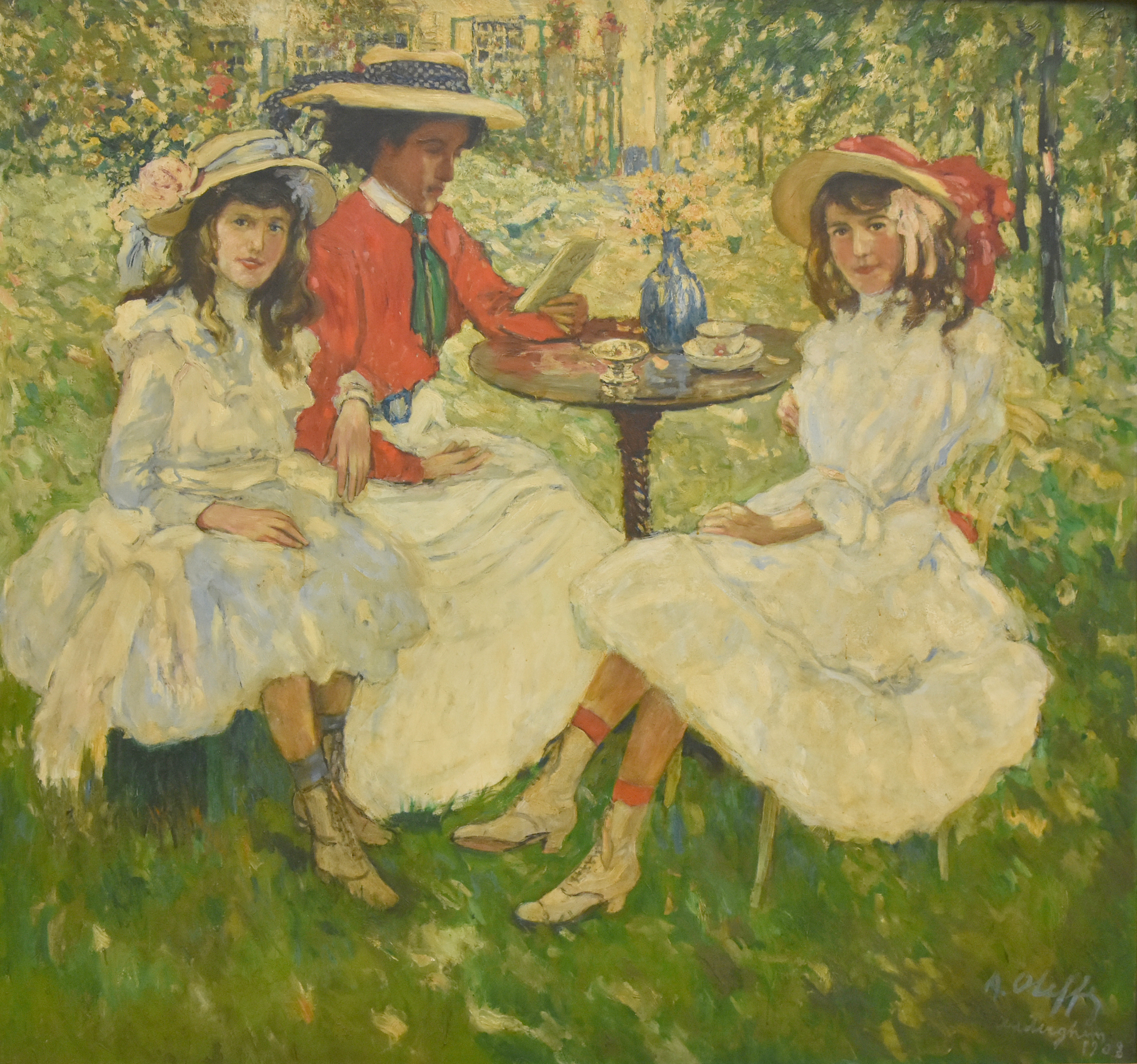
Mei, 1908, Museum voor Schone Kunsten (Gent)
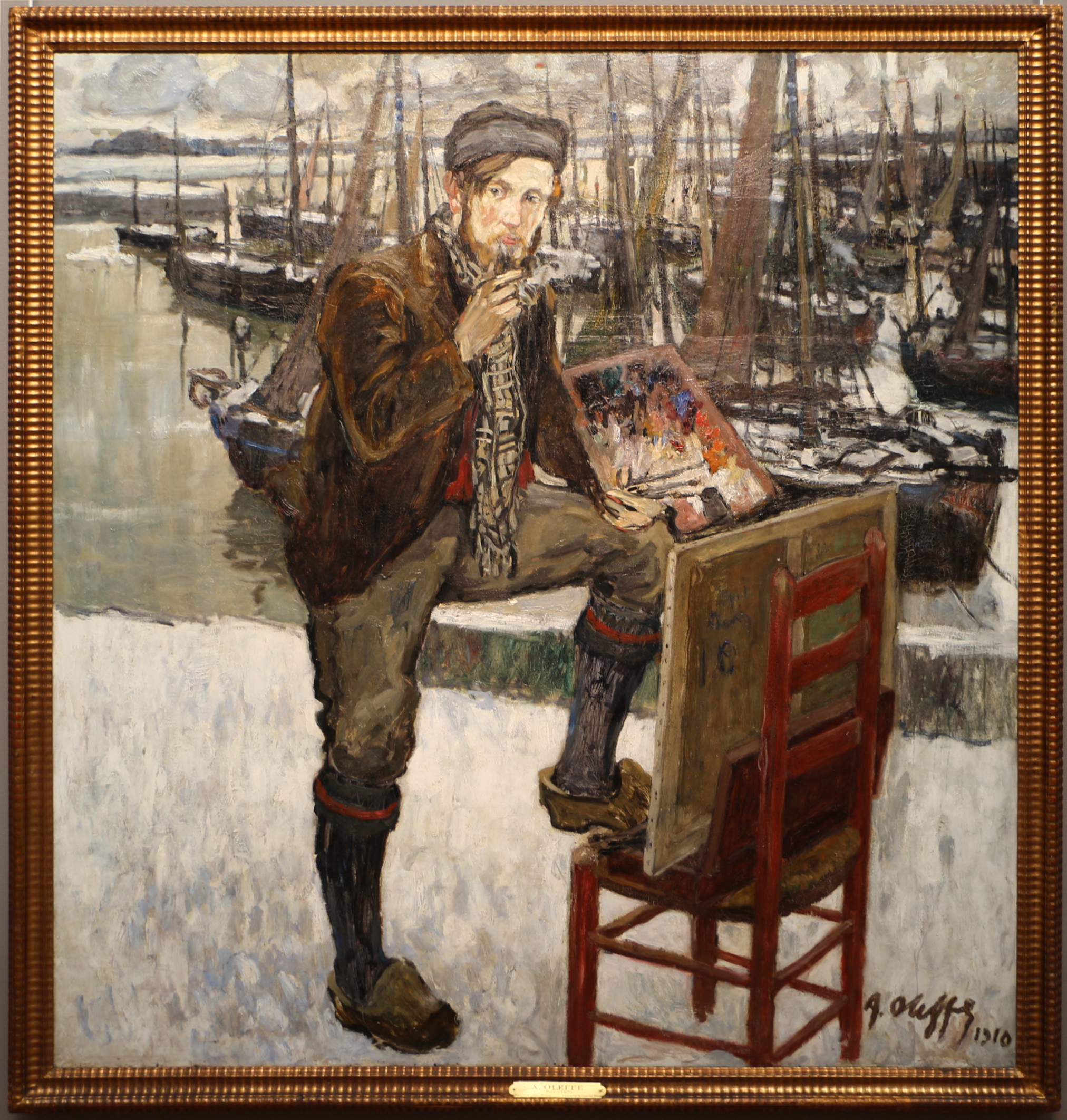
Portret van Jehan Frison

- Gemeinsame Normdatei: 132656132
- International Standard Name Identifier: 0000 0000 6687 9856
- Library of Congress Control Number: nr93014570
- Nederlandse Thesaurus van Auteursnamen: 07086280X
- RKD-Nederlands Instituut voor Kunstgeschiedenis: 60437
- Système universitaire de documentation: 254748562
- Union List of Artist Names: 500006760
- Virtual International Authority File: 55313596
- WorldCat: E39PBJvhm78Rfcv7KdhHpmgBT3